# 아브구스티노스 카포디스트리아스

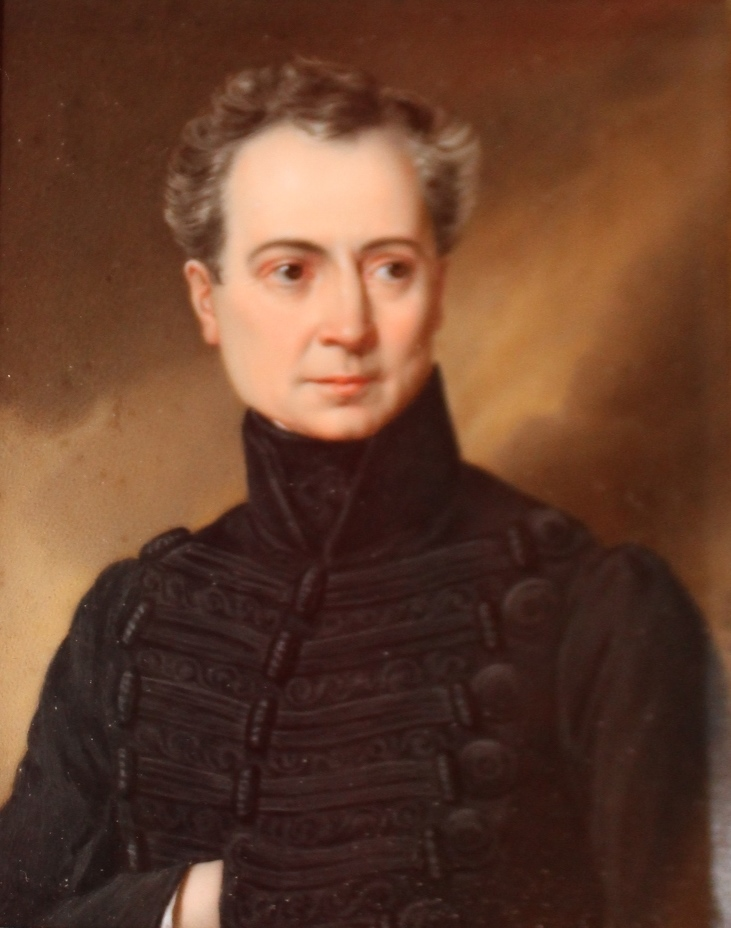
아브구스티노스 카포디스트리아스

아브구스티노스 요안니스 마리아 카포디스트리아스 백작(그리스어: Κόμης Αυγουστίνος Ιωάννης Μαρία Καποδίστριας 코미스 아브구스티노스 요안니스 마리아 카포디스트리아스[*], 1778년 베네치아 공화국 케르키라섬 ~ 1857년 러시아 제국 상트페테르부르크)는 그리스의 정치인이다.
그리스의 대통령을 역임한 요안니스 카포디스트리아스의 동생이다. 1831년 10월 9일 자신의 형인 요안니스 카포디스트리아스가 암살되면서 그리스의 대통령으로 취임했지만 그리스에서는 정정 불안이 끊이지 않았고 1832년 3월 23일에 사임하고 만다. 영국, 프랑스, 러시아 제국 간의 협의 끝에 그리스에서는 바이에른 왕국 출신의 왕자인 오톤이 그리스의 국왕으로 즉위하게 된다.